# Frank Busemann
Frank Busemann (* 26. února 1975, Recklinghausen, Severní Porýní-Vestfálsko) je bývalý německý atlet, desetibojař.
S atletikou začínal jako překážkář. Jeho specializací byl běh na 110 metrů překážek. První úspěch zaznamenal v roce 1993 na juniorském mistrovství Evropy v San Sebastiánu, kde získal bronzovou medaili. O rok později se stal v portugalském Lisabonu juniorským mistrem světa. Na halovém MS v Barceloně 1995 doběhl ve finále závodu na 60 m překážek na sedmém místě.

## LOH Atlanta
Na letních olympijských hrách v Atlantě v roce 1996 získal překvapivě stříbrnou medaili v desetiboji, když nasbíral celkově skvělých 8 706 bodů (skvěle si vedl zejména v dálce výkonem 807 cm a na 110 m. př. časem 13,47 s., což byl na dlouho desetibojařský světový rekord). Český desetibojař Tomáš Dvořák, který zde vybojoval bronz, na Busemanna ztratil 42 bodů. Vítězem se stal Američan Dan O'Brien.

## Závěr kariéry
O rok později získal na prvním ročníku mistrovství Evropy do 23 let ve finském Turku zlatou medaili (110 m přek.). Ve stejném roce se rozhodl na světovém šampionátu v Athénách absolvovat znovu desetiboj. V konečném součtu nasbíral velmi solidních 8 652 bodů a získal bronzovou medaili. V roce 2000 skončil na letních olympijských hrách v Sydney sedmý. Kvůli četným nedoléčeným zraněním musel Busemann ukončit svoji slibně rozjetou kariéru již ve svých 28 letech v roce 2003.